# Владимировка (Добропольский район)
Владимировка (укр. Володимирівка) — село на Украине, находится в Покровском районе Донецкой области. До 2020 года входило в состав Добропольского района.
Код КОАТУУ — 1422086605. Население по переписи 2001 года составляет 675 человек. Почтовый индекс — 85052. Телефонный код — 6277.

## Адрес местного совета
85052, Донецкая область, Добропольский р-н, с. Новоторецкое, ул.Гагарина, 18, 7-13-31

## Достопримечательности
Недалеко от села Владимировка, близ балки Попов Яр, находятся 5 древних курганов. В одном из курганов было обнаружено захоронение эпохи поздней бронзы (XIII век до н. э.), относящееся к срубной культуре. Перекрывавшая захоронение каменная плита весом около 150 кг, испещрённая лунками и проточенными чёрточками, возможно, является самым древним лунно-солнечным календарём, так как количество лунок на этой плите соответствует циклам Солнца, а количество черточек — циклам Луны.